# Fight Quest
Fight Quest est une émission de télévision dont 13 épisodes ont été diffusés entre 2007 et 2008 sur Discovery Channel.
Deux sportifs/cobayes, Jimmy Smith et Doug Anderson parcourent le monde pour pratiquer divers arts martiaux différents avec les maîtres de la discipline.

## Épisodes

### Saison 1
| Épisode No | Pays         | Ville                                          | Art martial / Style    | Maîtres                                                                 | Date de première diffusion |
| ---------- | ------------ | ---------------------------------------------- | ---------------------- | ----------------------------------------------------------------------- | -------------------------- |
| 1.1        | Chine        | Dengfeng                                       | Kung Fu (Wushu; Sanda) | Shi De Yang (en), Shi De Cheng                                          | 28 décembre 2007           |
| 1.2        | Philippines  | Manille                                        | Kali                   | Leo T. Gaje Jr. (Kali Pekiti-Tirsia) Cristino Vasquez                   | 4 janvier 2008             |
| 1.3        | Japon        | Tokyo                                          | Kyokushin Karate       | Yuzo Goda, Isamu Fukuda                                                 | 11 janvier 2008            |
| 1.4        | Mexique      | Mexico                                         | Boxe                   | Ignacio "Nacho" Beristáin (Ignacio Beristáin) Tiburcio Garcia           | 18 janvier 2008            |
| 1.5        | Indonésie    | Bandung                                        | Pencak Silat           | Rita Suwanda Dadang Gunawan                                             | 25 janvier 2008            |
| 1.6        | France       | Marseille                                      | Savate                 | Christian Robert, Frank May Frederic Baret, Laurent Bois Patrick Gellat | 1er février 2008           |
| 1.7        | Corée du Sud | Séoul                                          | Hapkido                | Kim Nam Je, Bae Sung Book Ju Soong Weo                                  | 8 février 2008             |
| 1.8        | Brésil       | Rio de Janeiro                                 | Jiu-jitsu brésilien    | Breno Sivak, Renato Barreto Royler Gracie                               | 15 février 2008            |
| 1.9        | Israël       | Netanya                                        | Krav maga              | Ran Nakash (en) Avivit Oftek Cohen                                      | 22 février 2008            |
| 1.10       | États-Unis   | Région de la baie de San Francisco, Californie | Kajukenbo              | Charles Gaylord (en), Greg Harper                                       | 29 février 2008            |

### Saison 2
| Épisode No | Pays      | Ville     | Art martial / Style | Maîtres                                   | Date de première diffusion |
| ---------- | --------- | --------- | ------------------- | ----------------------------------------- | -------------------------- |
| 2.1        | Thaïlande | Bangkok   | Muay-thaï           | Thakoon Pongsupha, Karim "Palang" Pattana | 26 septembre 2008          |
| 2.2        | Inde      | Kozhikode | Kalarippayatt       | Guru suresh nambiar, Guru Sunil Kumar     | 26 septembre 2008          |
| 2.3        | Hong Kong | Hong Kong | Wing chun           | Leung Ting, Sifu Kong Chi Keung           | 3 octobre 2008             |